# رود سویگا
رود سویگا رودی است به رود ولگا می‌ریزد. این رود از کشور روسیه می‌گذرد. طول آن ۳۷۵ کیلومتر (۲۳۳ مایل) است.